# Rangamati
Pour le district, voir Rangamati (district).
Rangamati (bengali : রাঙ্গামাটি, Rāṅgāmāṭi) est la capitale du Kapas Mahal ou Jumland (75 000 habitants en 1991). Cette ville, située sur les rives du fleuve Borgang, a été fondée par le roi Chakma, Harish Chandra Rai en 1874, en quittant un des anciens palais d'hiver, Raja Nogor (Raja Nagar) à Rangunia.

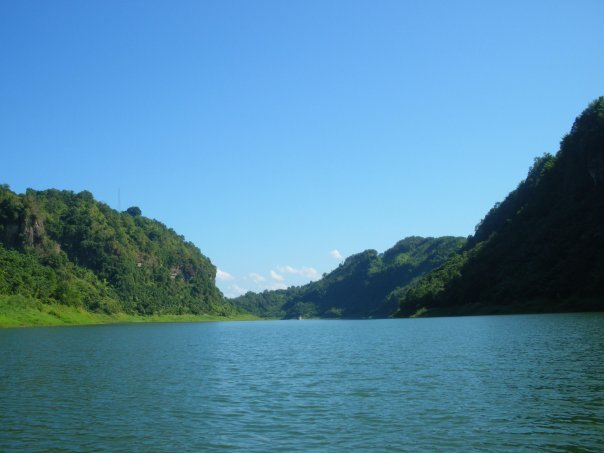
Le lac Kaptaï.

De nos jours, l'ancien Rangamati et le palais royal sont sous les eaux du lac artificiel de Kaptaï, créé pour une centrale hydroélectrique terminée en 1962. La nouvelle Rangamati se trouve au « sommet des montagnes », au milieu d'un luxuriant paysage tropical. Elle abrite un des centres bouddhistes les plus importants d'Asie[réf. souhaitée] : Raj Bono Vihar. Tout près de ce kyong (temple bouddhiste) se trouve le palais royal du roi des Chakma Debashish Roy.